# Кантельмо-Стюарт, Рестайно
Рестайно Кантельмо-Стюарт (итал. Restaino Cantelmo-Stuart; 22 ноября 1651, Неаполь — 16 января 1723, Мадрид), 2-й князь ди Петторано, 7-й герцог ди Пополи и 4-й герцог ди Бельведере — испанский придворный и военачальник.

## Биография
Третий сын Фабрицио Кантельмо (ум. 1658), 5-го герцога ди Пополи, и Беатриче Бранчи, 2-й герцогини ди Бельведере.
Унаследовал семейные титулы, женившись на старшей дочери своего старшего брата Джузеппе (ум. 1693), 6-го герцога ди Пополи, добившегося в 1685 году от английского короля Карла II присоединения к своей фамилии родового имени Стюарт, поскольку его мать якобы происходила из шотландского рода Дугласов.
Получил хорошее образование в Неаполе. После начала Мессинского восстания (1674) одним из первых неаполитанских аристократов набрал кавалерийскую роту и служил на Сицилии до полного подчинения острова и эвакуации французских войск (1678). Затем его рота продолжала службу в Неаполитанском королевстве, пока в начале 1681 года Рестайно не был назначен преемником Фелипе д’Аурии, командовавшего 3-м неаполитанским пехотным полком, размещенным в Испанских Нидерландах. Возглавил полк в июне и командовал им до 1695 года. В 1687 году произведен в чин генерал-сержанта баталии (генерал-майор). Хотя он оставался в Нидерландах около двадцати лет, нет сведений о его участии в каких-либо заметных боевых действиях. Во всяком случае, его полк не участвовал в обороне Люксембурга и оставался стоять в гарнизонах Ата и Ньивпорта на протяжении войны Аугсбургской лиги; ни мемориал, который герцог составил, добиваясь грандства Испании для своего дома, ни его биографы не сообщают об этом.
После смерти Карла II новый король Испании Филипп V, желавший привлечь на свою сторону итальянскую аристократию, 24 марта 1701 назначил Кантельмо-Стюарта генерал-капитаном артиллерии Неаполитанского королевства. Вместо того, чтобы отправиться прямо к новому месту назначения, герцог прибыл в Париж, чтобы представиться Людовику XIV, который позволил ему носить инсигнии ордена Святого Духа в ожидании пожалования, и занял свой пост лишь в июле. Вскоре после этого в Неаполе был раскрыт заговор князя Маккьи (24 сентября 1701), в подавлении которого важную роль сыграли и Кантельмо-Стюарт, и его брат кардинал Джакомо Кантельмо, архиепископ Неаполя.
По поводу этих событий маркиз Сан-Фелипе писал: «Наместник, герцог де Медина, поставил во главе дона Рестайно Кантельмо, герцога Пополи, генерала артиллерии, человека известного мужества и опыта, зрелого, заслужившего уважение верностью: все закончилось успехом. На рассвете они выступили против мятежников и с небольшим трудом разрушили скопление беспорядочной толпы; немногие погибли, потому что акция была непродолжительной».
24 февраля 1702 герцог был произведен в чин генерал-кампмейстера королевства. В декабре следующего года Филипп V поручил ему возглавить роту нового полка своей гвардии телохранителей, которую тот набрал в начале 1704 года, выбрав двести кадетов из неаполитанской знати и ещё пятьдесят из сицилийской. В феврале процесс формирования завершился, и 12 июня герцогу предоставили капитанство итальянской роты королевской гвардии вместе с патентом испанского генерал-лейтенанта. При этом приказ отбыть в Испанию рота получила только в июне 1705 из-за необходимости оказания помощи Каталонии, которой угрожали австрийцы. По прибытии в Барселону 13 августа кадеты были включены в итальянский гвардейский полк, избежали, как их командир, плена после капитуляции Барселоны 9 октября 1705, после чего были направлены в Мадрид, где окончательно составили итальянскую гвардейскую роту, за капитанство которой Кантельмо-Стюарт получил достоинство гранда Испании 1-го класса (17 июня 1706) и стал рыцарем ордена Сантьяго.
Его первой задачей было оказание помощи и обучение гвардии Филиппа V во время неудачной попытки вернуть Барселону (6 апреля — 10 мая 1706), затем он оставался с кастильской армией до тех пор, пока король не передал ведение военных действий герцогу Бервику. Рестайно сопровождал короля 22 сентября во время торжественного вступления в Мадрид, который немногим больше месяца (27 июня — 4 августа 1706) находился под контролем габсбургских войск.
В начале кампании 1707 года герцог принял участие в битве при Альмансе 25 апреля, где командовал правым крылом первой линии франко-испанской армии, состоявшим исключительно из кавалерии. Его полки, в том числе гвардейский корпус, дважды отражали атаки англо-португальско-голландской конницы, но не могли преодолеть сопротивления английской пехотной бригады, действовавшей совместно с кавалерией, пока Бервик не направил пехотную бригаду, чтобы сбить англичан с позиций. Сражение завершилось блестящей победой войск Филиппа V, что привело к быстрому восстановлению бурбонской власти в королевствах Валенсии и Арагона.
При этом первый для Кантельмо-Стюарта опыт командования в полевом сражении показал его тактическую ограниченность, поскольку самому главнокомандующему Бервику, а также возглавлявшему вторую линию кавалерии Асфельду пришлось выручать герцога ди Пополи, попавшего в затруднительное положение. Вероятно, именно поэтому герцог впоследствии долгое время не командовал в полевых условиях, даже в решающей битве при Вильявисьосе (10 декабря 1710), несмотря на то, что за десять дней до этого стал генерал-капитаном королевских армий, а Филипп V лично присутствовал на поле боя.
В 1713 году король назначил герцога ди Пополи генерал-капитаном Каталонии и поручил ему командование войсками для подчинения этой провинции, которую габсбургские части должны были покинуть, согласно условиям Утрехтского мира. Императорские гарнизоны Черверы, Мартореля, Таррагоны, Матаро, Остальрика и Барселоны подлежали выводу и замене войсками Филиппа V. Большая часть королевства была занята без труда, но в Барселоне вице-король граф фон Штаремберг эвакуировал свои войска до подхода бурбонских частей. 30 июня — 6 июля в городе состоялось общее собрание трёх сословий, на котором победили сторонники вооружённого сопротивления. Подошедший 25 июля 1713 к городу герцог ди Пополи обнаружил, что жители готовы защищаться, и их пример поддержали Кардона и другие крепости.
Кантельмо-Стюарт начал осаду Барселоны, но работы продвигались очень медленно, и Филиппу пришлось просить Францию о посылке вспомогательных войск. Герцог ди Пополи вернулся в Мадрид, а Бервик, принявший 7 июля 1714 командование, взял город спустя два месяца.
Король утешил своего незадачливого военачальника, 6 августа 1714 пожаловав его в рыцари ордена Золотого руна и сделав в следующем году членом Военного и Финансового советов. В 1716 году он назначил герцога наставником своего первенца, принца Астурийского, сохранив за ним должность капитана итальянской гвардии. 26 июля 1717 в Версале был пожалован Людовиком XV в рыцари орденов короля.
В 1719 году он был удалён с королевского двора по приказу кардинала Альберони, но после падения всесильного министра (5 декабря 1719) вернул королевскую милость и должность воспитателя наследника. Был среди вельмож, подписавших Акт об отречении Филиппа V в Эскориале 22 июня 1720 года. В том же году был назначен главным майордомом будущего короля Луиса I, однако не дожил до восшествия на престол своего бывшего воспитанника.

## Семья
Жена (13.04.1690): Беатриче Кантельмо-Стюарт (ум. 26.07.1711), 2-я княгиня ди Петторано, 7-я герцогиня ди Пополи и 4-я герцогиня ди Бельведере, дочь Джузеппе Кантельмо-Стюарта, 6-го герцога ди Пополи, и Дианы Гаэтаны делл’Аквила д’Арагона
Дети:
- Джузеппе (14.09.1692—7.06.1749), 3-й князь ди Петторано, 8-й герцог ди Пополи, 5-й герцог ди Бельведере, гранд Испании. Жена (22.04.1717, Блуа): Берта де Буфлер (21.09.1702—16.07.1738), дочь герцога Луи-Франсуа де Буфлера, маршала Франции, и Шарлотты де Грамон
- Диана, монахиня в монастыре Санти-Марчеллино-э-Пьетро
- Джакомо, неаполитанский патриций
- Камилла (1700—1752), 4-я княгиня ди Петторано, 9-я герцогиня ди Пополи, 6-я герцогиня ди Бельведере, гранд Испании. Муж (16.01.1724): Леонардо VII ди Токко, 4-й князь ди Монтемилетто